# Katarina Frostenson
Katarina Frostenson (født 5. marts 1953 i Stockholm) er en svensk digter, forfatter, oversætter, dramatiker og tidligere akademimedlem. Hun tildeltes Nordisk Råds Litteraturpris for 2016.
Frostenson trak sig fra det Det Svenske Akademi i april 2018, da hun blandt andet blev mistænkt for at have misbrugt sin stilling og videregivet oplysninger til sin mand om kommende nobelpristagere.
Frostenson er gift med Jean-Claude Arnault, der vakte skandale i 2018, da han blev anklaget og senere dømt for voldtægt, hvilket fik Det Svenske Akademi til at aflyse uddelingen af Nobels litteraturpris i 2018.

## Værker oversat til dansk
| Dansk titel | Originaltitel | år   | Oversætter  | forlag    | år   | ISBN                   |
| ----------- | ------------- | ---- | ----------- | --------- | ---- | ---------------------- |
| Flodtid     | Flodtid       | 2011 | Pia Tafdrup | Gyldendal | 2013 | ISBN 978-87-02-13450-6 |